# Cyrille Michon
Pour les autres membres de la famille, voir famille Michon.
Cyrille Michon est un philosophe français, né en 1963.

## Biographie
Normalien, il est actuellement professeur au département de philosophie de l'Université de Nantes et anciennement directeur du Centre Atlantique de Philosophie (CAPHI - EA 2163) de 2005 à 2015. Il a été maître de conférences à Paris-Sorbonne.
Il est l'actuel titulaire de la chaire de métaphysique Étienne Gilson de l'Institut catholique de Paris.
Il a rédigé sa thèse de doctorat sur le nominalisme (Nominalisme. La théorie de la signification et le terminisme de Guillaume d'Ockham) sous la direction de Pierre Boudot à Paris IV. Ses premiers travaux portent principalement sur l'histoire de la philosophie médiévale, il a traduit et présenté plusieurs textes médiévaux, puis il s'est tourné de plus en plus vers la philosophie contemporaine de tradition analytique, spécialement en philosophie de l'action, métaphysique et philosophie de la religion.
Ayant traduit Anscombe et travaillé sur sa philosophie, il est parfois considéré comme un représentant français du thomisme analytique.

## Publications principales

### Livres
- Nominalisme : la théorie de la signification d’Occam, Paris : Vrin, coll. « Sic et Non », 1994
- Prescience et liberté, Essai de théologie philosophique sur la providence, Paris : PUF, 2004
- Qu'est-ce que le libre arbitre ?, Paris : Vrin, coll. « Chemins Philosophiques », 2011
- Répondre de soi, Enquête sur la liberté humaine, Paris : PUF, 2022

### Direction de collectifs
- Christianisme. Héritages et Destins, Paris : Livre de Poche, Biblio-essais, 2002
- (avec Bruno Gnassounou) Vincent Descombes. Questions disputées, Nantes : ed. Cécile Defaut, 2007
- (avec Roger Pouivet) Philosophie de la religion, Approches contemporaines, Paris : Vrin, coll. Textes-clés, 2010
- (avec Denis Moreau) Dictionnaire des monothéismes Judaïsme, Christianisme, Islam, Paris : Seuil, 2013

### Traductions
- (avec Alain de Libera) L’être et l’essence, le vocabulaire de l’ontologie médiévale, Paris : Seuil, coll. « Points », 1996
- Thomas d’Aquin, Somme contre les Gentils, Livre I Dieu, Livre II, La création, Paris : GF Flammarion, 1999
- (avec Mathieu Maurice) G. E. M. Anscombe, L’Intention, Paris : Gallimard, 2002
- Thomas d’Aquin, et la controverse médiévale sur L’éternité du monde, Paris : GF Flammarion, 2004
- Guillaume d’Ockham, Traité sur la prédestination, Paris : Vrin, coll. « Translatio », 2007
- Peter van Inwagen, Essai sur le libre arbitre, à paraître